# Panicum paianum
Panicum paianum är en gräsart som beskrevs av Vasudeo Narayan Naik och Patunkar. Panicum paianum ingår i släktet vipphirser, och familjen gräs. Inga underarter finns listade i Catalogue of Life.